# Arthrobotrya
Arthrobotrya es un género de helechos perteneciente a la familia  Dryopteridaceae. Contiene 3 especies descritas y de estas, solo 2 aceptadas.

## Taxonomía
El género fue descrito por John Smith (botánico)  y publicado en Historia Filicum 141. 1875.  La especie tipo es: Arthrobotrya articulata (Fée) J. Sm. 	

## Especies
- Arthrobotrya brightiae Pic.Serm.
- Arthrobotrya wilkesiana Copel.